# Brice Loubet
Brice Loubet (29 maggio 1995) è un pentatleta francese.

## Biografia
Si è laureato campione iridato a squadre ai mondiali di Città dal Messico 2018, con Valentin Prades e Valentin Belaud.
Ha ottenuto la medaglia d'oro nella staffetta agli europei di Székesfehérvár 2018, gareggiando in coppia con Simon Casse. Il suo miogior risultato individuale continentale è stato l'argento agli europei di Nižnij Novgorod 2021, edizione in cui ha guadagnato anche l'argento a squadre.

## Palmarès
- Mondiali

Città del Messico 2018: oro a squadre;
- Europei

Minsk 2017: bronzo a squadre;
Székesfehérvár 2018: oro nella staffetta;
Bath 2019: argento a squadre;
Nižnij Novgorod 2021: argento individuale; argento a squadre;